# 澳門媒體
澳門媒體主要以電視廣播、報紙、雜誌和互聯網的形式向公眾開放，以提供信息和娛樂為當地社區服務。
澳門是全球擁有最高「媒體密度」的地區，截至2020年， 現時澳門有13家中文日報，總印數超過10萬份，包括：《澳門日報》《華僑報》《大眾報》《市民日報》《星報》《正報》《現代澳門日報》《新華澳報》《濠江日報》《澳門晚報》《澳門時報》《力報》《捷報》和《正思今日澳門》。 
17份中文周報，包括：《訊報》《澳門脈搏》《澳門文娛報》《澳門體育周報》《澳門觀察報》《澳門商報》《澳門會展經濟報》《樂報》《澳門焦點報》《澳門法治報》《新聞報》《澳門新報》《澳門特報》《城巿快報》《UTV澳門網絡媒體》《知新報》《濠江都巿報》等。
葡文報紙方面，現時，澳門的葡文日報有3家，分別是《句號報》《澳門論壇日報》及《澳門今日》；2家葡文周報：《號角報》（內容 包括中、英、葡三語）和《澳門平台》（以中葡雙語出版）。
2家英文日報：《澳門郵報》和《澳門每日時報》。以及每天有數十種香港報章和雜誌運銷澳門。內地出版的部份報紙、雜誌也有在澳門的一些 報攤出售。

## 簡史
澳門最早的、以及中國境內的第一份報紙是於1822年出版的葡文日報《蜜蜂華報》。在現代，澳門的媒體種類有中文、葡文和英文的日報、週報、雜誌等印刷媒體，電子媒體方面也分為中文、葡文的電視頻道和廣播，以及網上討論區和眾多設有駐澳記者或者澳門站的其他媒體。

## 現況

### 文字傳媒
澳門現有13份中文日報，三份葡文日報，三份英文日報。中文周報十七份，葡文周報兩份。
雜誌方面有官方的《澳門雜誌》，私營的《澳門月刊》《商訊》《九鼎》，英語的《Macau Business》《Macau CLOSER》等。

### 電子傳媒
澳門廣播電視股份有限公司成立於1984年，1988年改組，實際上為政府全資擁有。直至2010年10月為止有6條數字電視頻道及中葡文電台頻道各一。現在，不少澳門居民通過澳門公共天線公司的系統並繳納低廉費用便可觀看澳門、香港等大中華地區甚至外國的電視頻道。
另有一間私營綠邨電台、一家有線電視公司（澳門有線電視）及兩家衛星電視公司。
澳亚卫视有限公司（Macau Asia Satellite Television Company., Limited，MASTV Co., Ltd），于2001年6月1日开播，是澳门特别行政区批准以经营卫星电视为主要业务的持牌公司。目前信号覆盖全球60多个国家和地区，澳亚卫视的卫星频道澳亚卫视中文台在2004年3月15日正式开播，台徽显示“澳亚卫视”四字。然而，於2024年7月16日被初級法院判破產。初級法院發公告指，澳亞衛視有限公司「處於破產狀態」即由7月16日起澳亞的債權人可於60日內提出清償債權要求。2024年9月12日，澳門郵電局證實已開啟「廢牌」工作，並正追討澳亞拖欠政府的費用。
澳門蓮花衛視（Macao Lotus TV）於2008年11月20日正式獲澳門特別行政區政府批出六條衛星電視廣播頻道准照。是一個以提供精英文化和澳門本土資訊為主要内容，立足澳門，面向世界的衛星電視台。

### 新聞管理機構
澳門特別行政區政府設有新聞局，「專責社會傳播方面之協調及研究工作，以及在該領域內向政府及行政當局提供協助。」該局屬局級機關，直接隸屬行政長官。

### 記者團體
澳門現有五個記者團體：澳門新聞工作者協會、澳門記者聯會、傳媒工作者協會、澳門傳媒俱樂部、澳門體育記者聯誼會。

## 参看
- 澳門電台廣播（列表）
- 澳門電視廣播
- 澳門報紙列表